# Mathías Cardacio
Mathías Adolfo Cardacio Alaguich, mais conhecido como Cardacio (Montevidéu, 2 de outubro de 1987), é um futebolista uruguaio que atua como meia. Atualmente, joga pelo Nacional.
Passou um período no Milan, mas teve seu contrato rescindido no dia 28 de agosto de 2009.